# 国家公园局 (新加坡)
國家公園局（英語：National Parks Board，簡稱NParks或公園局）是新加坡政府國家發展部轄下的法定機構，成立於1990年6月6日，法源是新加坡國會訂立的《國家公園法令》。

## 外部連結
- 國家公園局 （页面存档备份，存于）